# 아메드 바바 미스케
아메드 바바 미스케(아랍어: أحمد بابا مسكه, 프랑스어: Ahmed Baba Miské, 1935년 5월 18일 ~ 2016년 3월 14일)는 모리타니의 정치인, 외교관, 작가이다.
1958년부터 1961년까지 모리타니의 아랍 민족주의 정당인 모리타니 국가부흥당에서 활동했으며 1960년부터 1978년까지 모리타니 인민당에서 활동했다. 또한 서사하라의 독립을 주장하는 정당인 폴리사리오 전선에서 활동하기도 했다. 미국 주재 모리타니 대사, 유엔 주재 모리타니 대사를 역임했고 저서 《제3세계의 엘리트들에게 바치는 공개 서한》(Lettre ouverte aux elites du Tiers-monde)을 집필했다.